# 404 Dywizja Strzelecka (ZSRR)
404 Dywizja Strzelecka (ros. 404-я стрелковая дивизия) – związek taktyczny (dywizja) Armii Czerwionej.
Sformowana w czasie II wojny światowej, skierowana do obrony Krymu. Pobita przez niemiecką 11 Armię w maju–czerwcu 1942, rozwiązana.